# Kissister minimus
Kissister minimus är en skalbaggsart som först beskrevs av François Louis Nompar de Caumont de Laporte 1840.  Kissister minimus ingår i släktet Kissister och familjen stumpbaggar. Inga underarter finns listade i Catalogue of Life.